# Carlos Vergara
Carlos Augusto Caminha Vergara dos Santos (Santa Maria, 29 de novembro de 1941) é um gravador, fotógrafo e pintor brasileiro, conhecido como um dos principais representantes do movimento artístico da Nova Figuração no Brasil.

## Biografia e cronologia da obra
Aos 2 anos de idade muda-se para São Paulo, na ocasião da transferência de seu pai, reverendo da Igreja Episcopal Anglicana do Brasil. Em 1954 muda-se para o Rio de Janeiro.

### Anos 60
Estuda química e em 1959 ingressa por concurso na Petrobrás. Paralelamente a atividade de analista de laboratório, dedica-se a ao artesanato de jóias, cujo resultado expõe em 1963, na VII Bienal Internacional de São Paulo. No mesmo ano torna-se aluno de Iberê Camargo no Instituto de Belas Artes do Rio de Janeiro. Logo torna-se seu assistente. Em 1964 o Vergara casou-se com a atriz Marieta Severo. Em 1965 o casamento já estava acabando quando, por intermédio do ator Hugo Carvana, Marieta seria apresentada junto com Carlos Vergara ao músico Chico Buarque com quem se casaria mais tarde; separando-se de Vergara.
Em 1965 participa da mostra Opinião 65 no Museu de Arte Moderna do Rio de Janeiro. A exposição é considerada um marco na história da arte brasileira, ao evidenciar a postura crítica de jovens artistas diante da realidade social e política do momento.
No ano seguinte ganha o concurso para execução de um mural da Escola Nacional de Saúde Pública no Rio de Janeiro, projeto que inicia sua aproximação à arquitetura; participa da exposição Opinião 66, executa seus primeiros trabalhos como cenógrafo e faz também sua primeira exposição individual. Em 1967 é um dos organizadores da mostra Nova Objetividade Brasileira no Museu de Arte Moderna do Rio de Janeiro.
Em 1969 é um dos artistas selecionados para a X Bienal de São Paulo, conhecida como a Bienal do Boicote, quando em reprovação ao Ato Institucional n. 5, diversos artistas recusaram-se a participar. No mesmo ano faria parte de uma exposição organizada pelo Museu de Arte Moderna do Rio de Janeiro, onde os artistas que boicotaram a X Bienal seriam exibidos. Esta exposição foi fechada pelo Departamento Cultural do Ministério de Relações Exteriores apenas algumas horas antes da abertura. Vergara foi um dos fundadores do braço brasileiro da Associação Internacional de Artistas Plásticos (AIAP), aniquilado pela censura do governo militar.

### Anos 70

Em 1972.

A década de 70 marca a mudança de foco na arte de Carlos Vergara, que passa a utilizar a fotografia e filmes Super-8 em sua obra, ao mesmo tempo que volta sua pesquisa para o carnaval de rua do Rio de Janeiro, sendo seu principal objeto o Bloco Cacique de Ramos. Também não deixa de lado os trabalhos decorrentes da sua experimentação com materiais industriais, especialmente o papelão.
Intensifica seu trabalho em conjunto com arquitetos, desenvolvendo projetos para edifícios públicos, bancos e lojas. Destacam-se os premiados painéis feitos para as agências da Varig em Paris e São Paulo, além de outros feitos para as lojas da Cidade do México, Nova York, Miami, Madrid, Montreal, Genebra, Joanesburgo e Tóquio. Começa então a empregar materias e técnicas do artesanato popular brasileiro.
Em 1972, no lugar de uma exposição individual prevista para o Museu de Arte Moderna do Rio de Janeiro, posiciona-se criticamente à realidade política brasileira vivida na época, propondo uma mostra coletiva que exibe trabalhos de Hélio Oiticica, Roberto Magalhães, Caetano Veloso, Ivan Cardoso, Waltércio Caldas, dentre diversos outros artistas.
Em 1973 inaugura ateliê com amigos arquitetos e fotógrafos que mais tarde se torna um escritório de arquitetura e arte, com atuação centrada em projetos de arquitetura teatral e shopping centers.
Em 1975 figura no conselho editorial da revista Malasartes, em 77 participa da fundação da Associação Brasileira de Artistas Plásticos Profissionais e em 78 a Funarte edita o livro Carlos Vergara, como parte da coleção Arte Brasileira Contemporânea.

### Anos 80
Em junho de 1980 participa da 39ª Bienal de Veneza, onde expõe um desenho de grandes dimensões, com o qual parece encerrar seu trabalho de documentação do carnaval.
Os anos 80 marcam a retomada da pintura pelo artista, quando trabalha formas geométricas que derivam da sua pesquisa sobre o carnaval, iniciada na década anterior.
Em 1988 monta atelier em Cachoeiras de Macacu, município do estado do Rio de Janeiro, onde passa maior parte do tempo. Em 1989 passa a trabalhar com pigmentos naturais e minérios e a utilizar técnicas de monotipia sobre diferentes matrizes. Participa da 20ª Bienal de São Paulo com grandes painéis pintados com óxido de ferro.

### Anos 90
No início dos anos 90 realiza diversas mostras individuais, dentre elas Obras Recentes 1989 - 1991 na Fundação Calouste Gulbenkian em Lisboa.
Em 1992 monta instalação na Capela do Morumbi, São Paulo. No ano seguinte a instalação é remontanda no Centro Cultural Banco do Brasil no Rio de Janeiro.
Em 94 participa da Bienal Brasil Século XX. É convidado pelo Instituto Goethe a integrar o grupo de artistas brasileiros e alemães a refazer parte do percurso da Expedição Langsdorff. O resultado da expedição é exposto em exposição na Casa França Brasil, Rio de Janeiro.
Entre 1996 e 1997 realiza a série Monotipias do Pantanal, premiada em 1998 pela Associação Brasileira de Críticos de Arte. Em 99 a Pinacoteca do Estado de São Paulo organiza mostra antológica Carlos Vergara 88 / 99.

### Anos 2000
Participa em 2000 da coletiva Brasil + 500: Mostra do Redescobrimento na Fundação Bienal e Século 20: Arte do Brasil no Centro de Arte Moderna José de Azeredo Perdigão, Lisboa.
Em 2002 cria uma intervenção na praça da estação do metrô do Brás, em São Paulo, no projeto Arte/Cidade Zona Leste. No mesmo ano tem sala especial na mostra ArteFoto no Centro Cultural Banco do Brasil onde sua série Cacique de Ramos: Iguais Diferentes ganha destaque.
Em 2003 a primeira grande retrospectiva de seu trabalho é apresentada no Santander Cultural, Porto Alegre, seguindo para o Instituto Tomie Ohtake, em São Paulo e Museu Vale do Rio Doce, em Vila Velha.
No ano de 2008 lança o livro Carlos Vergara com ensaio fotografico realizado nentre 1972 e 1976, com registros do carnaval do Rio de Janeiro.

### Anos 2010
Em 2010 participa de sua 10ª Bienal. No ano de 2012 apresenta a exposição Liberdade, no Memorial da Resistência de São Paulo, cujo artista reflete sobre a implosão do Complexo Penitenciário Frei Caneca, no Rio de Janeiro. Em 2014 apresenta a exposição Sudário, seguida de lançamento de livro.

### Galeria

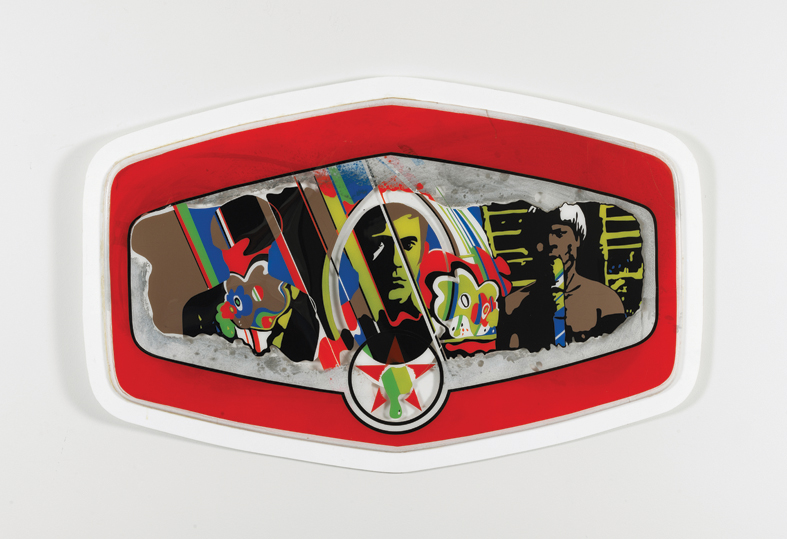
Auto-retrato com Índios Carajás, 1968
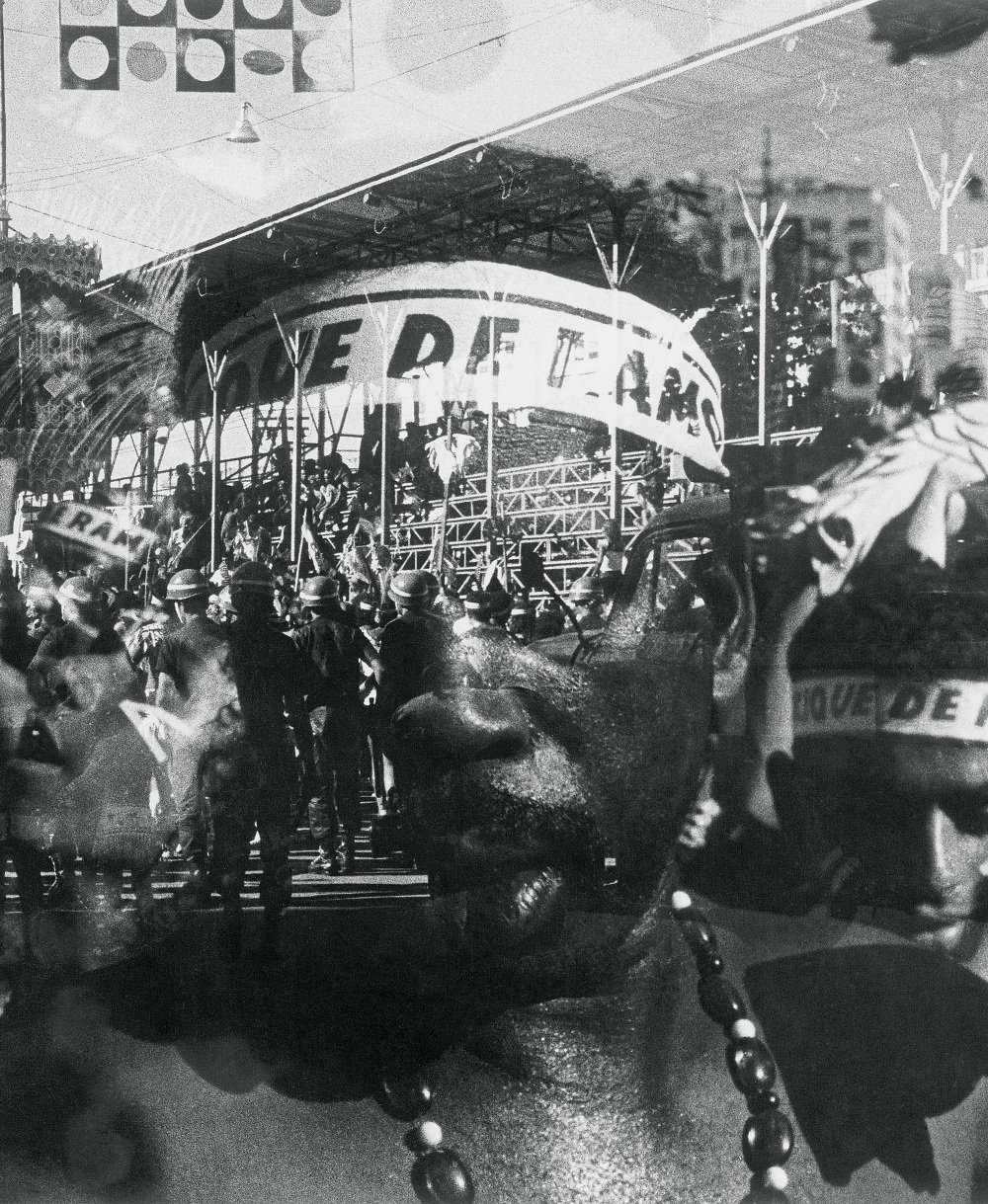
Cacique de Ramos, década de 70.
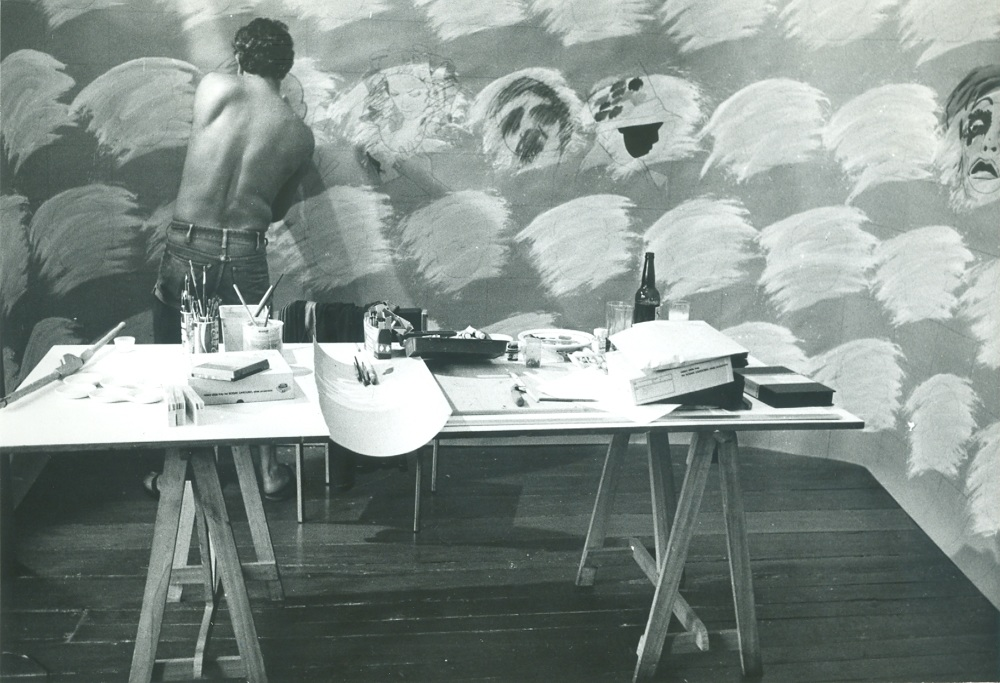
Carlos Vergara prepara painel para a 39ª Bienal de Veneza, 1980.
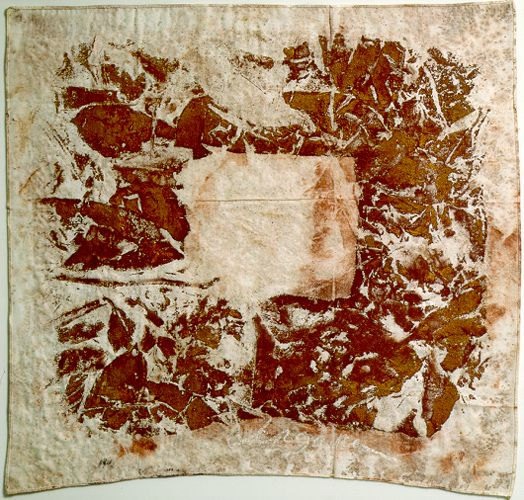
Monotipia de Vergara na década de 90.
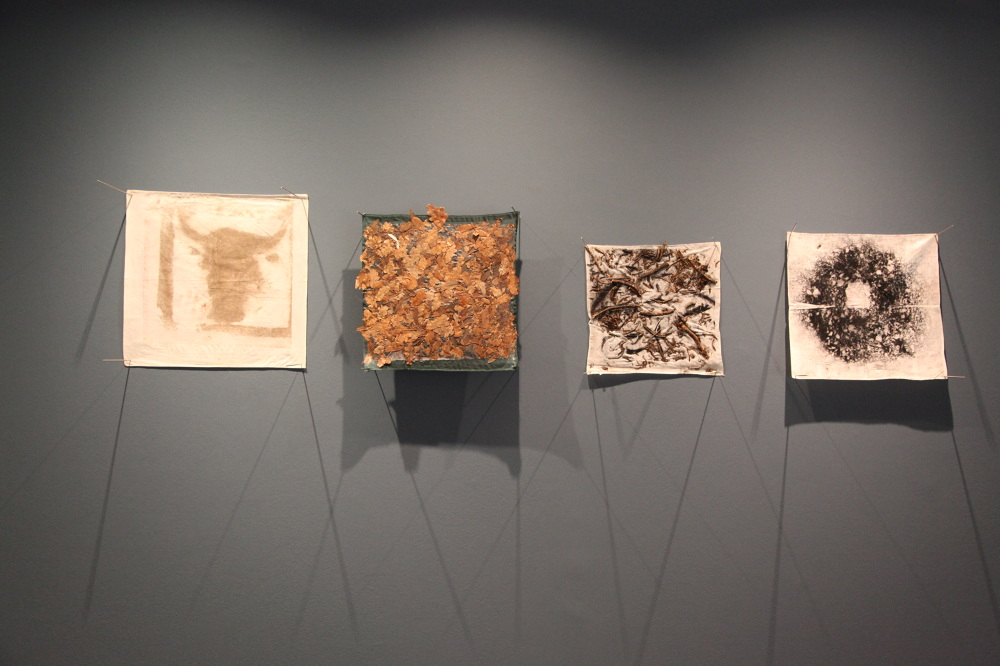
Vista da exposição Sudário, 2014.

## Bienais
| Ano  | Bienal                                                                                                |
| ---- | --- |
| 2011 | 8ª Bienal do Mercosul – Além Fronteiras, Porto Alegre                                                 |
| 2010 | 29 ª Bienal de São Paulo, Fundação Bienal de São Paulo                                                |
| 1997 | 1ª Bienal de Artes Visuais do Mercosul, na Fundação Bienal de Artes Visuais do MERCOSUL, Porto Alegre |
| 1994 | Bienal Brasil Século XX, Fundação Bienal, São Paulo                                                   |
| 1989 | 20ª Bienal Internacional de São Paulo, na Fundação Bienal, São Paulo                                  |
| 1985 | 18ª Bienal Internacional de São Paulo, na Fundação Bienal, São Paulo                                  |
| 1980 | 40ª Bienal de Veneza, Veneza - Itália                                                                 |
| 1970 | 2ª Bienal de Arte Medellín, Medellín - Colômbia                                                       |
| 1967 | 9ª Bienal Internacional de São Paulo, Fundação Bienal - Prêmio aquisição, São Paulo                   |
| 1963 | 7ª Bienal Internacional de São Paulo, Fundação Bienal, São Paulo                                      |

## Prêmios
| Ano  | Prêmio                                                                                   |
| ---- | ---------------------------------------------------------------------------------------- |
| 2014 | Prêmio ABCA - Prêmio Clarival do Prado Valladares                                        |
| 2009 | Prêmio Cultura do Estado do Rio de Janeiro                                               |
| 1997 | Prêmio ABCA Mario Pedrosa                                                                |
| 1972 | Prêmio Henrique Mindlin - IAB/RJ                                                         |
| 1971 | Prêmio Affonso Eduardo Reidy - IAB/GB                                                    |
| 1967 | Prêmio Itamaraty                                                                         |
| 1967 | Primeiro Prêmio de Pintura no I Salão de Pintura Jovem de Quitandinha, Petrópolis - RJ   |
| 1966 | Concurso para execução de um mural no auditório da Escola Nacional de Saúde Pública - RJ |
| 1966 | Prêmio Piccola Galeria - Instituto Italiano de Cultura                                   |